# 小野幸二
小野 幸二（おの こうじ、1936年 - ）は、日本の法学者。専門は民法。弁護士。大東文化大学名誉教授。元・大東文化大学法科大学院初代科長。東京国際大学監事。日本大学講師。

## 人物
鹿児島県伊佐市の旧大口市出身。家族法、医事法を中心に研究している。人工生殖における親子関係の問題や、世界の家事調停の傾向について詳しい。

## 学歴
- 1965年 - 日本大学大学院法学研究科修士課程修了

## 主著
- 『法律用語辞典』（高岡信男と共編）（法学書院、2003年）
- 『現代社会の法と民法』（共著）（八千代出版、2003年）
- 『物権法〔基本民法シリーズII〕第2版』（編著）（八千代出版、2003年）
- 『債権総論〔基本民法シリーズIII〕第2版』（編著）（八千代出版、2003年）
- 『現代家事調停マニュアル』（共著）（判例タイムズ社、2002年）
- 『すぐ役立つ借地借家の法律知識』（共著）（法学書院、2002年）
- 『親族法・相続法〔基本民法シリーズV〕第2版』（編著）（八千代出版、2001年）
- 『マンションの裁判例（第2版）』（共著）（有斐閣、1999年）
- 『やさしい遺産相続のはなし』（共著）（法学書院、1995年）
- 『やさしい結婚・離婚のはなし』（共著）（法学書院、1994年）
- 『現代講義・民法総則』（共著）（青林書院、1994年）
- 『現代社会と法』（共著）（八千代出版、1993年）
- 『やさしい遺言のはなし』（共著）（法学書院、1992年）
- 『債権各論〔基本民法シリーズIV〕』（編著）（八千代出版、1990年）
- 『民法総則〔基本民法シリーズI〕』（編著）（八千代出版、1987年）

他多数